# Robert Recorde

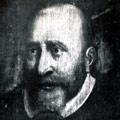
Robert Recorde

Robert Recorde (ur. ok. 1510, zm. 1558) – walijski lekarz i matematyk. Wprowadził on znak równości "=", użyty w dziele The Whetstone of Witte wydanym w 1557.

## Życiorys
Urodził się w Tenby w Walii. Ukończył studia w Oksfordzie w 1531 roku, następnie uzyskał tytuł doktora medycyny w Cambridge w 1545 roku. W swoich czasach zasłynął głównie jako autor książek tłumaczących arkana matematyki w bardzo przystępny sposób – wszystkie jego prace (poza tymi dotyczącymi geometrii) to dialogi pomiędzy mistrzem i uczniem, często humorystyczne. Humanista, który jako pierwszy zdecydował publikować w języku angielskim (a nie po łacinie) w celu większej popularyzacji matematyki wśród społeczeństwa (w Profit of Arithmetic oraz Commodities of Geometry, pokazuje, w jaki sposób każdy człowiek może zastosować matematykę w praktyce, głównie w handlu).
W 1557 roku został oskarżony o pomówienia i skazany na grzywnę w wysokości 1000 funtów, której to sumy nie był w stanie zapłacić. Wtrącono go do King’s Bench Prison w Londynie, gdzie rok później zmarł.
W lipcu 2008 roku w Gregynog (Walia) Brytyjskie Stowarzyszenie Historyków Matematyki (British Society for History of Mathematics) zorganizowało 3-dniowy zjazd z okazji 450-tej rocznicy śmierci Recorde'a.

## Książki o tematyce matematycznej
- The Ground of Artes, wyd. 1540. Pierwsza książka traktująca o matematyce wydana w języku angielskim. Ponad 50 wydań, ogromny sukces komercyjny, który przyniósł autorowi popularność.
- The Pathway to Knowledge, wyd. 1551. Opisuje i objaśnia zawartość pierwszych tomów I-IV Elementów Euklidesa omijając wszystkie dowody.
- The Castle of Knowledge, wyd. 1556. Opisuje teorię heliocentryczną Mikołaja Kopernika.
- The Whetstone of Witte, wyd. 1557. To właśnie w tej książce wprowadza znak równości =, jako parę linii równoległych, jako że nie ma mowy o czymkolwiek bardziej ze sobą równym (A paire o paralleles (...), bicauſe noe 2. thynges, can be moare equalle.)